# Пиноккио: Развязный
«Пино́ккио: Развя́зный» (англ. Pinocchio: Unstrung) — будущий британский независимый фильм режиссёра и сценариста Риса Фрейк-Уотерфилда в жанре слэшера. Пятая картина во франшизе «Вселенная извращённого детства» и вольная интерпретация сказки Карло Коллоди «Приключения Пиноккио».
Релиз в кинотеатрах запланирован на 10 октября 2025 года.

## Сюжет
«Фильм рассказывает историю юного Джеймса, который узнаёт о смертельной тайне своего дедушки Джеппетто — Пиноккио» — из статьи Variety.

## В ролях
- Роберт Инглунд[2] — Говорящий сверчок[3]
- Ричард Брейк — Джеппетто[2]
- Кэмерон Белл — Пиноккио (голос) / Джеймс[2]
- Джессика Балмер[2]
- Джек Арт Грэй[2]
- Питер Десоуза-Фейхони — Майкл Дарлинг[2]

## Создание

«Пиноккио: Развязный» на наброске, показанном в финальных титрах картины «Винни-Пух: Кровь и мёд 2», и на кадре из итоговой версии

В январе 2024 года независимая компания Jagged Edge Productions анонсировала вольную киноадаптацию находящейся в общественном достоянии США книги итальянского писателя Карло Коллоди о Пиноккио. Автором сценария и режиссёром стал Рис Фрейк-Уотерфилд. Продюсером выступил он же, наряду со Скоттом Джеффри. За производство создание ленты отвечает компания Jagged Edge Productions, за дистрибуцию — ITN Studios и Premiere Entertainment. События развернутся в той же вымышленной вселенной, что и картины Фрейк-Уотерфилда «Винни-Пух: Кровь и мёд» и «Винни-Пух: Кровь и мёд 2».
Съёмки проходили с 26 октября по 5 декабря 2024 года, в качестве оператора выступал Винс Найт.
По словам режиссёра, фильм создан при помощи практических эффектов с минимальным использованием компьютерной графики, а сам Пиноккио является реальной куклой. Процесс аниматроники и изготовления марионетки возглавил Тодд Мастерс, сделавший для слэшера «Детские игры» (2019) куклу Чаки. За постановку практических эффектов отвечала студия Prosthetics. В ноябре 2024 года стало известно, что в «Пиноккио: Развязный» снимаются Роберт Инглунд в роли Говорящего сверчка и Ричард Брейк роль Джеппетто, а также Кэмерон Белл, Джессика Балмер, Джек Арт Грей и Питер Десоуза-Фейхони.

## Релиз
«Пиноккио: Развязный» выйдет в кинопрокат летом 2025 года.